# Dorogháza
Dorogháza ist eine ungarische Gemeinde im Kreis Bátonyterenye im Komitat Nógrád. Zur Gemeinde gehört der nördlich gelegene Ortsteil Újtelep.

## Geografische Lage
Dorogháza liegt in Nordungarn, fünfeinhalb Kilometer östlich der Kreisstadt Bátonyterenye. Nachbargemeinden sind Nemti im Norden und Szuha im Südosten.

## Geschichte
Im Jahr 1907 gab es in der damaligen Kleingemeinde 148 Häuser und 851 Einwohner auf einer Fläche von 3110 Katastraljochen.

## Sehenswürdigkeiten
- Römisch-katholische Kirche Szent Kereszt felmagasztalása, erbaut 1758 im barocken Stil, der Turm wurde später hinzugefügt
- Weltkriegsdenkmal

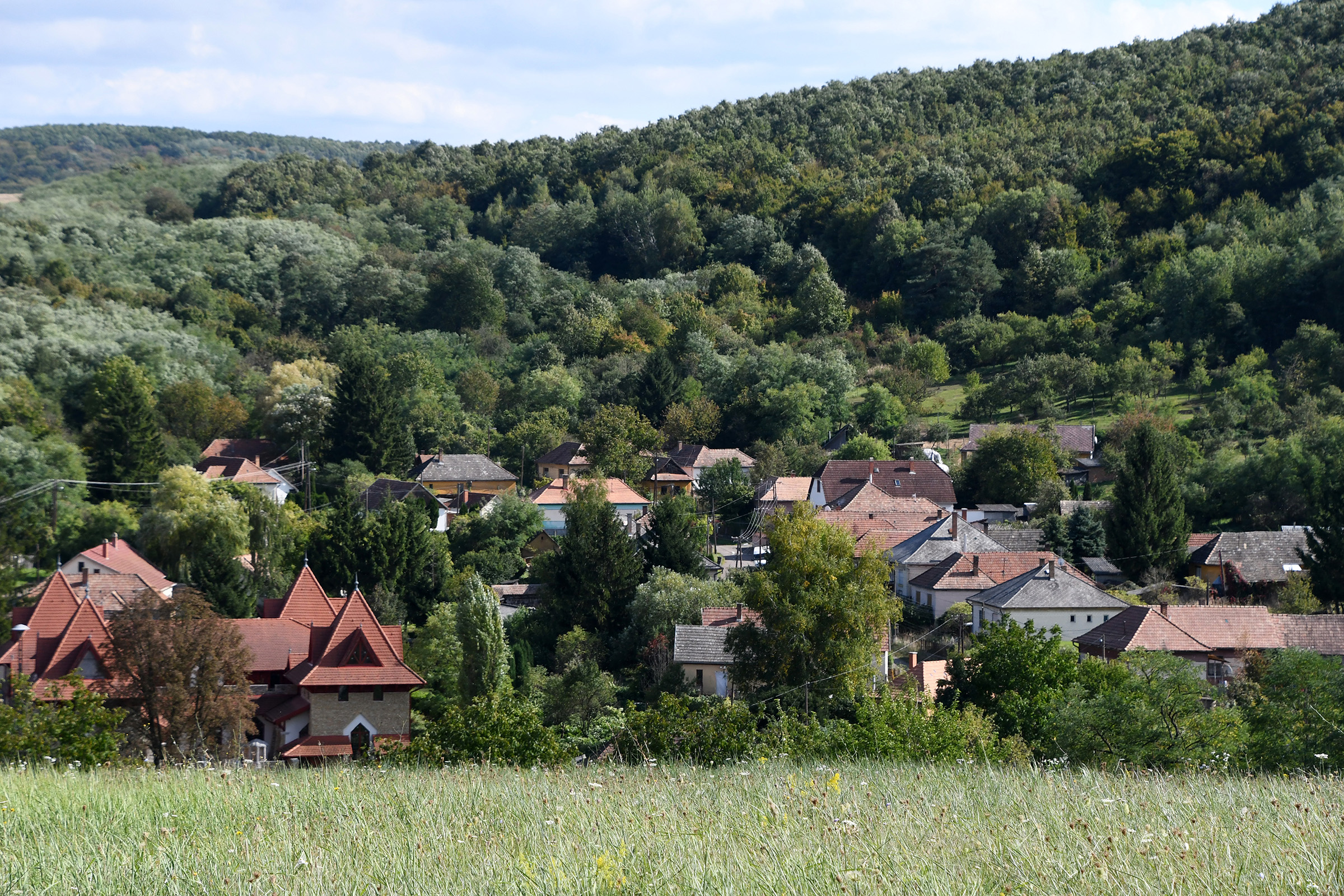
Blick auf Dorogháza
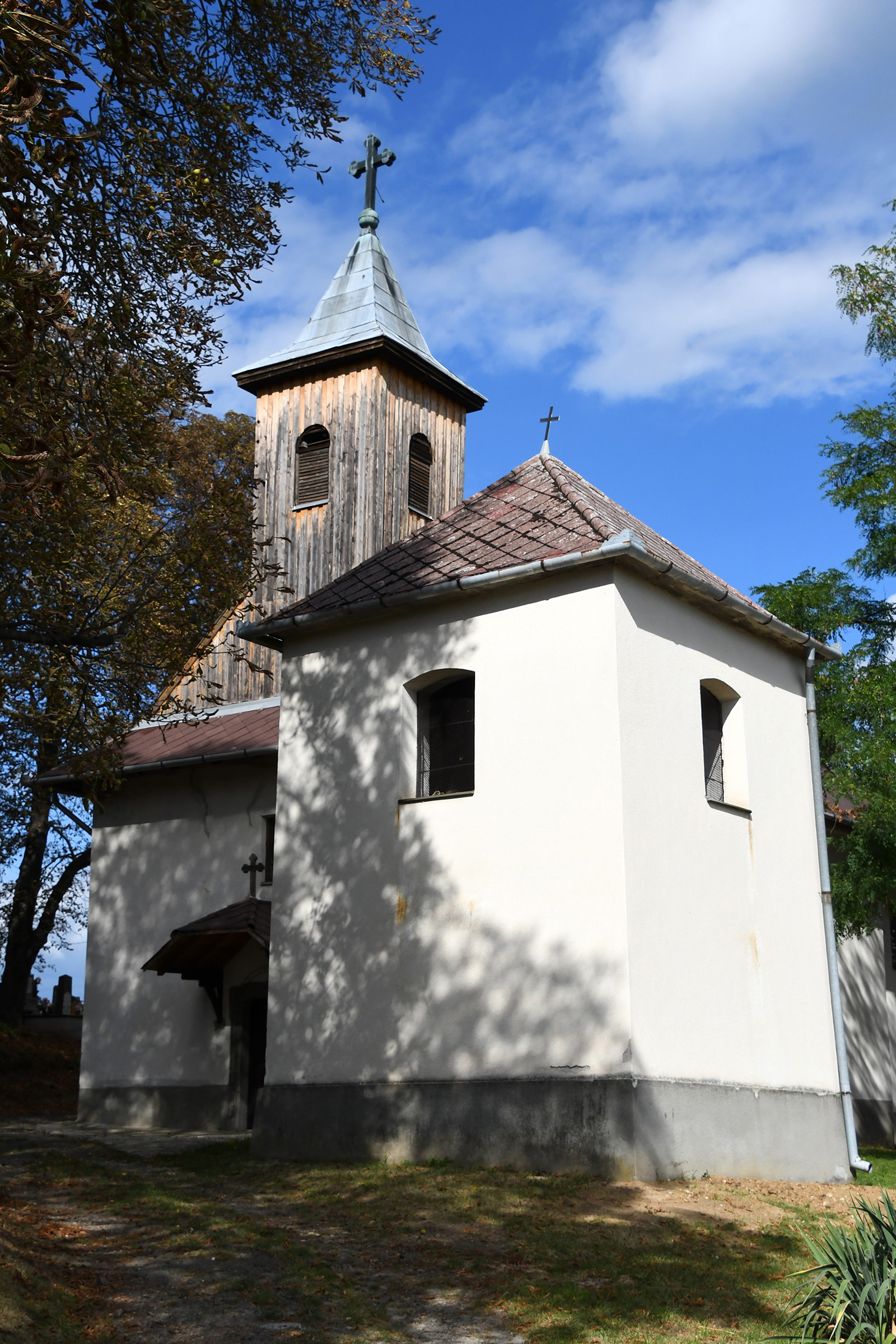
Glockenturm vor der Kirche Szent Kereszt felmagasztalása
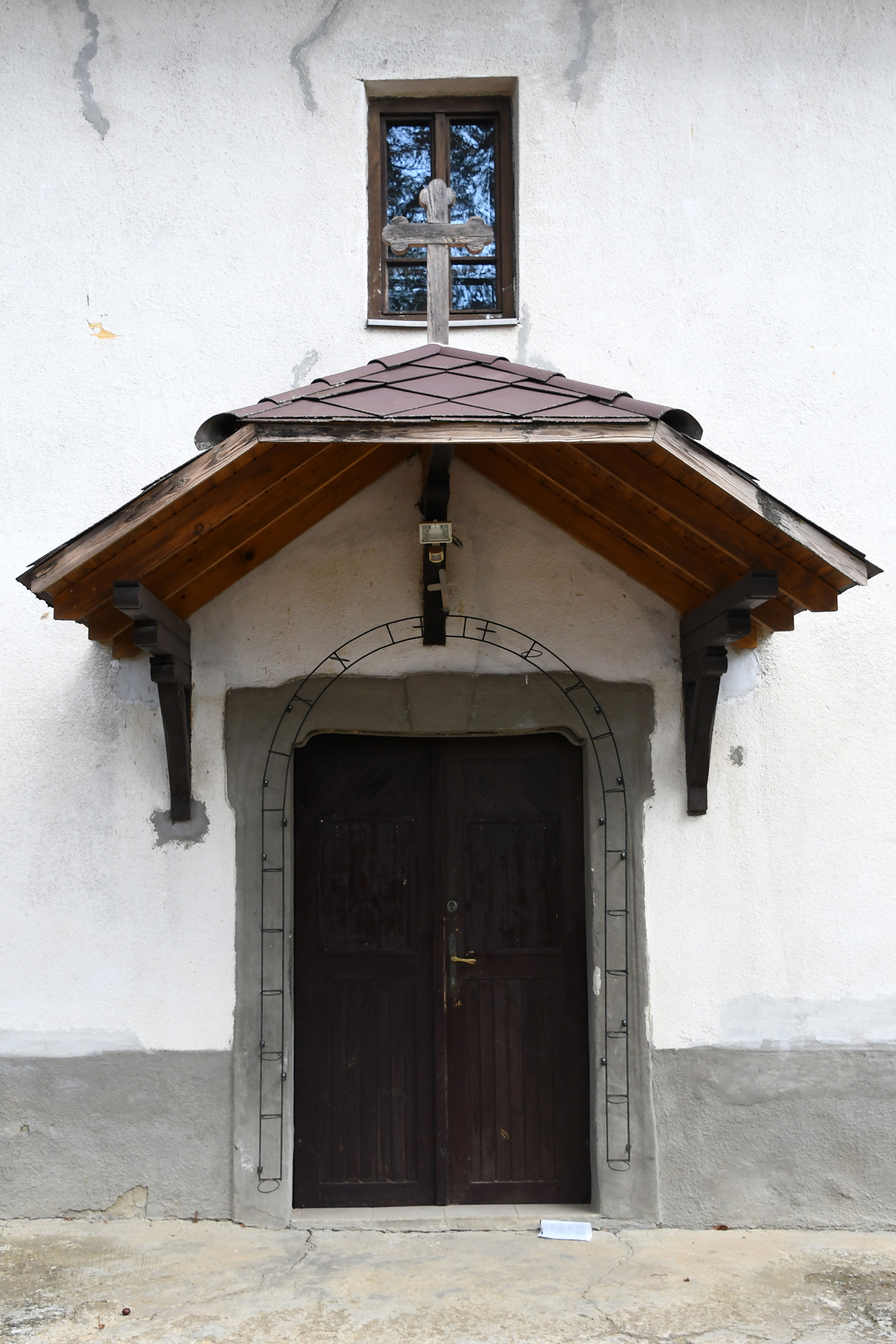
Eingang zur Kirche

## Verkehr
Dorogháza ist nur über die Nebenstraße Nr. 24108 zu erreichen. Es bestehen Busverbindungen über Nemti nach Bátonyterenye. Der nächstgelegene Bahnhof befindet sich nordwestlich in Kisterenye, einem Stadtteil von  Bátonyterenye.